# Битката за Бяла Сълзлийка
Битката за Бяла Сълзлийка е български 3-сериен телевизионен игрален филм от 1984 г. Сценарист е Чавдар Шинов по повестта му „Битката за Лява Бяла Сълзлийка“. Режисьор е Светослав Атанасов, а оператор Христо Обрешков. Музиката към филма е на композитора Петър Ступел.

## Сюжет
Деца срещу директори във война за чиста вода.
Проект срещу химическо замърсяване на река е саботиран от ръководството на виновната фабрика. Деца, лекар, преподавателка по химия и инженер обедянават усилия в нестандратен начин за убежддаване на противниците....

## Актьорски състав
| Роля         | Изпълнител               |
|              | В главните роли          |
| ------------ | ------------------------ |
|              | Силвия Рангелова         |
|              | Соня Маркова             |
| Костадинов   | н. а. Стефан Данаилов    |
|              | з. а. Йосиф Сърчаджиев   |
|              | н. а. Йорданка Кузманова |
| секретарката | з. а. Красимира Петрова  |
|              | Иван Балсамаджиев        |